# Catherine de Schleswig-Holstein-Sonderbourg-Beck
La princesse Catherine de Schleswig-Holstein-Sonderbourg-Beck (23 février 1750 - 20 décembre 1811) est une membre de la Maison de Schleswig-Holstein-Sonderburg-Beck. 

## Biographie
Elle est la fille du duc Pierre-Auguste de Schleswig-Holstein-Sonderbourg-Beck, maréchal de camp russe et gouverneur de l'Estonie, et de sa seconde épouse, la comtesse Natalia Golovina.
Le 8 janvier 1767 à Revel, elle épouse le prince Ivan Bariatinsky (ru), ambassadeur de Russie en France. Leurs enfants sont : Ivan Ivanovitch, 20e prince Bariatinski (1772-1825) et la princesse Anna Ivanovna Bariatinskaia (1774-1825).

Enfants
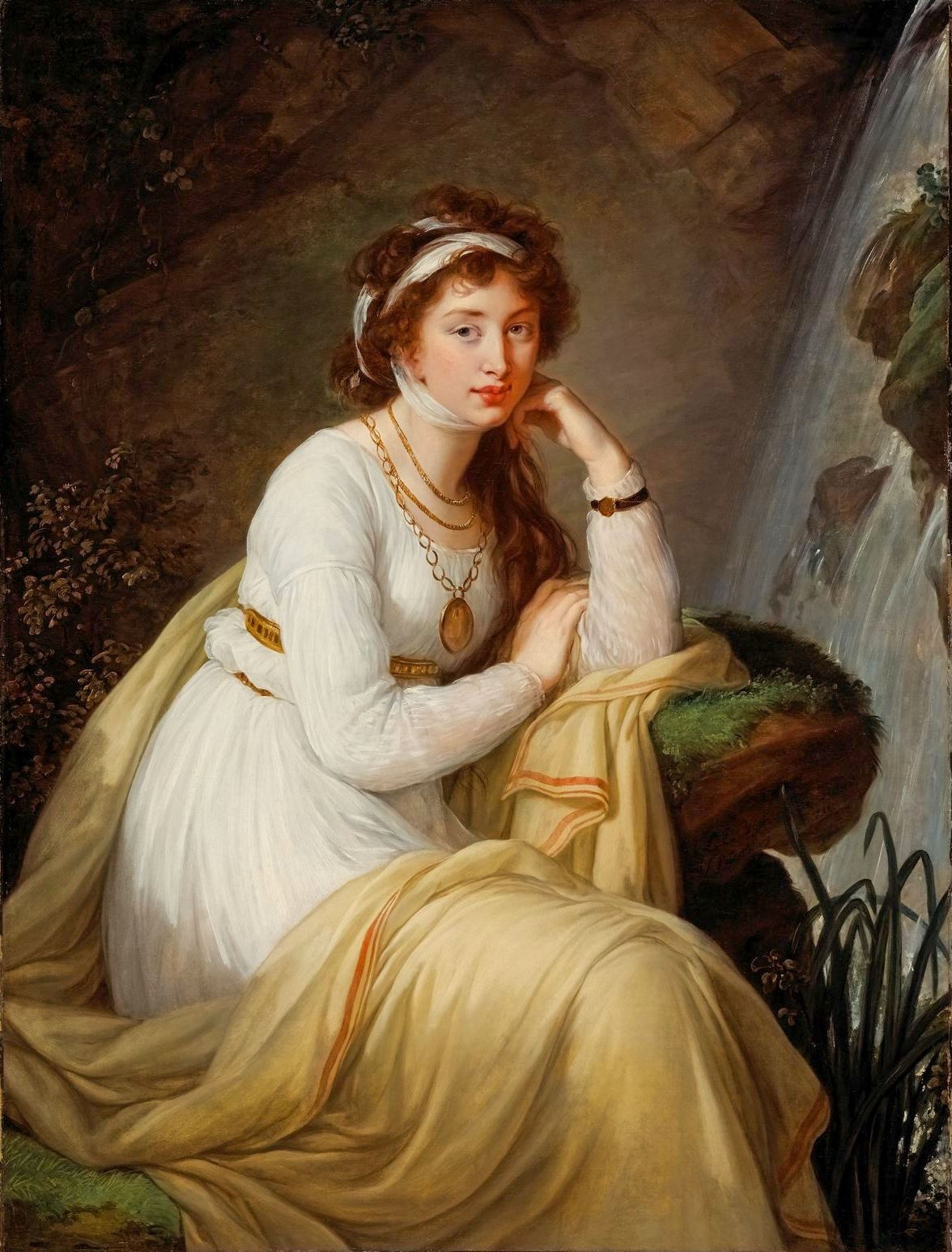
Portrait d’Anna Ivanovna Tolstoy (Baryatinskaya), 1796 par Élisabeth Vigée Le Brun Musée des beaux-arts du Canada.
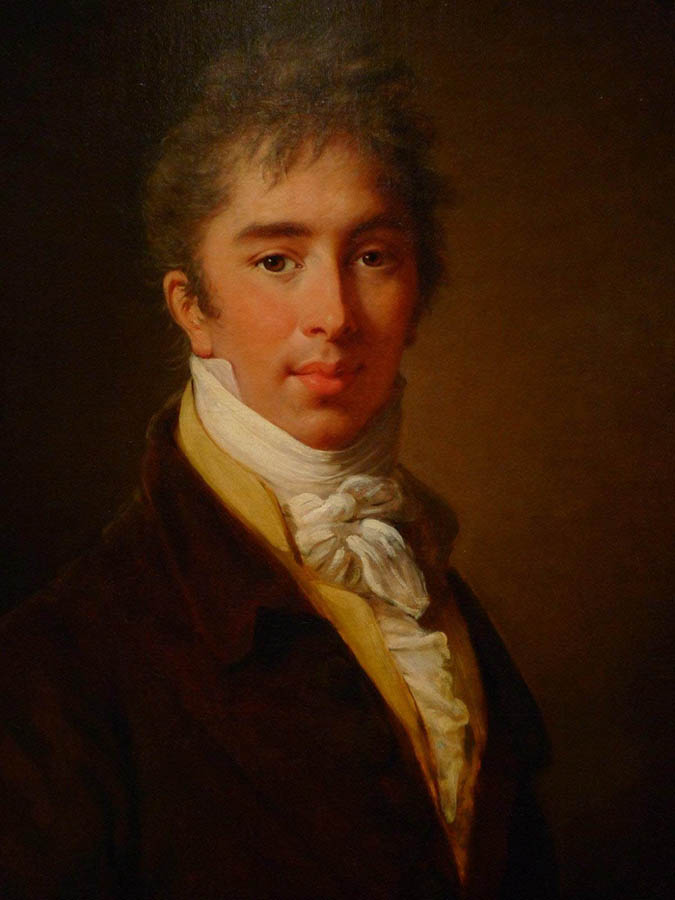
Le Prince Ivan Baryatinsky, 1802 par Élisabeth Vigée Le Brun Musée Pouchkine, Moscou.

Aleksandr Baryatinsky, le maréchal russe, est son petit-fils. Au début des années 1770, le couple se sépare.
Le 29 mars 1800, elle achète le château de Friedrichfelde à Berlin à l'imprimeur et éditeur Georg Jacob Decker le jeune. Avec la permission du roi, elle reprend son nom de jeune fille, et mène une vie somptueuse, avec des liens étroits avec la famille royale. En outre le château de Friedrichsfelde, elle est propriétaire d'une maison de ville sur la Pariser Platz.